# Байрон (Міннесота)
Байрон (англ. Byron) — місто (англ. city) в США, в окрузі Олмстед штату Міннесота. Населення — 6312 особи (2020).

## Географія
Байрон розташований за координатами 44°2′17″ пн. ш. 92°38′30″ зх. д. / 44.03806° пн. ш. 92.64167° зх. д. (44.037945, -92.641595).  За даними Бюро перепису населення США в 2010 році місто мало площу 7,53 км², уся площа — суходіл.

## Демографія
Згідно з переписом 2010 року, у місті мешкало 4914 осіб у 1796 домогосподарствах у складі 1366 родин. Густота населення становила 653 особи/км².  Було 1891 помешкання (251/км²).
Расовий склад населення:
| - 96,2 % — білих - 1,0 % — азіатів - 0,7 % — чорних або афроамериканців - 0,1 % — вихідців з тихоокеанських островів - 0,1 % — корінних американців |

До двох чи більше рас належало 1,4 %. Частка іспаномовних становила 1,8 % від усіх жителів.
За віковим діапазоном населення розподілялося таким чином: 31,1 % — особи молодші 18 років, 61,6 % — особи у віці 18—64 років, 7,3 % — особи у віці 65 років та старші. Медіана віку мешканця становила 33,1 року. На 100 осіб жіночої статі у місті припадало 97,7 чоловіків;  на 100 жінок у віці від 18 років та старших — 92,9 чоловіків також старших 18 років.
Середній дохід на одне домашнє господарство  становив 91 172 долари США (медіана — 78 625), а середній дохід на одну сім'ю — 95 460 доларів (медіана — 84 792). Медіана доходів становила 50 811 долар для чоловіків та 47 399 доларів для жінок. За межею бідності перебувало 3,5 % осіб, у тому числі 2,7 % дітей у віці до 18 років та 0,0 % осіб у віці 65 років та старших.
Цивільне працевлаштоване населення становило 2883 особи. Основні галузі зайнятості: освіта, охорона здоров'я та соціальна допомога — 45,3 %, роздрібна торгівля — 10,7 %, мистецтво, розваги та відпочинок — 9,4 %.